# Finanse i Prawo Finansowe
Finanse i Prawo Finansowe – czasopismo naukowe wydawane przez Wydawnictwo Uniwersytetu Łódzkiego i Wydział Ekonomiczno-Socjologiczny Uniwersytetu Łódzkiego UniŁ.

## Opis
Czasopismo Finanse i Prawo Finansowe publikuje artykuły poświęcone szeroko rozumianej tematyce finansów, zwłaszcza dotyczące rynków finansowych, a także ich uczestników, instytucji finansowych i ich klientów, instrumentów i regulacji prawnych. Artykuły uwzględniające różne perspektywy od mikro do makroekonomicznych, poruszające problematykę lokalną, krajową, międzynarodową oraz o znaczeniu globalnym. Wszystkie numery są recenzowane zgodnie z modelem double-blind review. Wszystkie artykuły dostępne są w Otwartym Dostępie (Open Access) na licencji CC BY-NC-ND.
Czasopismo znajduje się w wykazie czasopism naukowych prowadzonym przez Ministra Edukacji i Nauki z przyznaną liczbą 70 punktów.

## Rada Naukowa
- Femi Ayoola (University of Ibadan, Nigeria)
- Zbysław Dobrowolski (Uniwersytet Jagielloński)
- Teresa Famulska (Uniwersytet Ekonomiczny w Katowicach)
- Stanisław Flejterski (Uniwersytet Szczeciński)
- Jerzy Gajdka (Uniwersytet Łódzki)
- Grzegorz Gołębiowski (Akademia Ekonomiczno-Humanistyczna w Warszawie)
- Ireneusz Jaźwiński (Uniwersytet Szczeciński, Polska)
- Sami Kajalo (Aalto University, Finlandia)
- Stanisław Kasiewicz (Szkoła Główna Handlowa w Warszawie)
- Sophia Lobozynska (Ivan Franko L'viv National University of Lviv, Ukraina)
- Elena Manas (University of Alcala de Henares, Hiszpania)
- Paulo Reis Mourao (University of Minho, Braga, Portugalia)
- Witold Orłowski (Uniwersytet Łódzki, Akademia Finansów i Biznesu Vistula)
- Ramona Rupeika-Apoga (University of Latvia, Ryga, Łotwa)
- Wolfgang Scherf (Justus Liebig University, Giessen, Niemcy)
- Iryna Skomorowycz (Ivan Franko National University of Lviv, Ukraina)
- Magdalena Maria Stuss (Uniwersytet Jagielloński)
- Anna Tarabasz (SP Jain School of Global Management, Dubai, Zjednoczone Emiraty Arabskie)
- Fátima Teresa Sol Murta (University of Coimbra, Portugalia)
- Jacek Tomkiewicz (Akademia Leona Koźmińskiego w Warszawie)
- Harry W. Trummer (Goethe University, Frankfurt, Niemcy)
- Ulyana Vladychyn (Ivan Franko National University of Lviv, Ukraina)

## Redaktorzy
- Iwona Dorota Czechowska, red. naczelna (Uniwersytet Łódzki)
- Monika Marcinkowska, red. tematyczny (Uniwersytet Łódzki)
- Henryk Dzwonkowski,  red. tematyczny (Uniwersytet Łódzki)
- Barbara Bogołębska, red. językowy – polski (Uniwersytet Łódzki)
- Mark Hrabi, red. językowy – angielski (Goverment Policy Advisor, Department for Transport, Great Britain)
- Przemysław Krakowian, red. językowy – angielski (Uniwersytet Łódzki)
- Wojciech Zatoń, red. statystyczny (Uniwersytet Łódzki)
- Aneta Tylman, red. ds. organizacyjno-prawnych (Uniwersytet Łódzki)
- Agnieszka Czajkowska (Uniwersytet Łódzki)
- Magdalena Ślebocka, sekretarz (Uniwersytet Łódzki)
- Joanna Stawska, sekretarz (Uniwersytet Łódzki)

## Bazy
- Arianta
- BazEkon
- BazHum
- CEJSH
- ERIH PLUS
- Google Scholar
- Index Copernicus
- PBN
- RePEc